# Reflexzonenmassage
Die Reflexzonenmassage ist eine Behandlungsform, die in ihrer therapeutischen Ausprägung zu den alternativmedizinischen Behandlungsverfahren gezählt wird und die auch in der Wellnessbranche eingesetzt wird. Befürworter der Methode gehen davon aus, dass Reflexzonenmassagen in der Schmerztherapie und bei Durchblutungsstörungen übliche medizinische Verfahren und physiotherapeutische Anwendungen ergänzen sowie eine Verbesserung des Wohlgefühls unterstützen können. Wissenschaftlichen Studien zufolge ist die Reflexzonenmassage weitgehend wirkungslos. In der EU gibt es schätzungsweise 25.600 Anbieter für Reflexzonenmassage.

## Reflexzonen

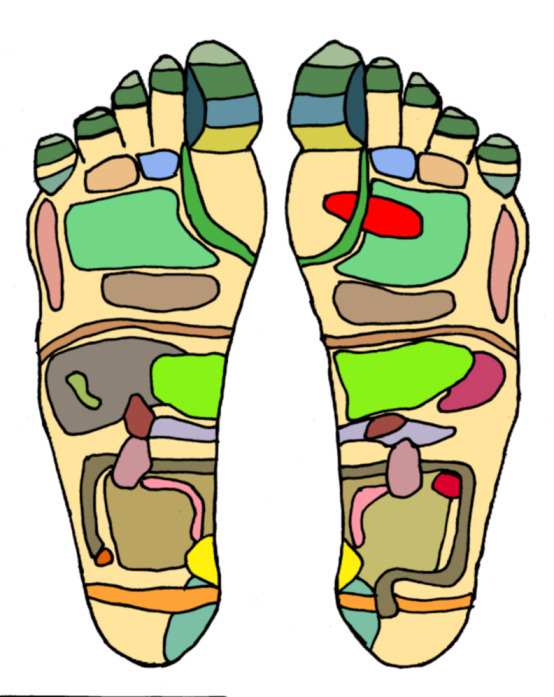
Reflexzonen an den Fußsohlen

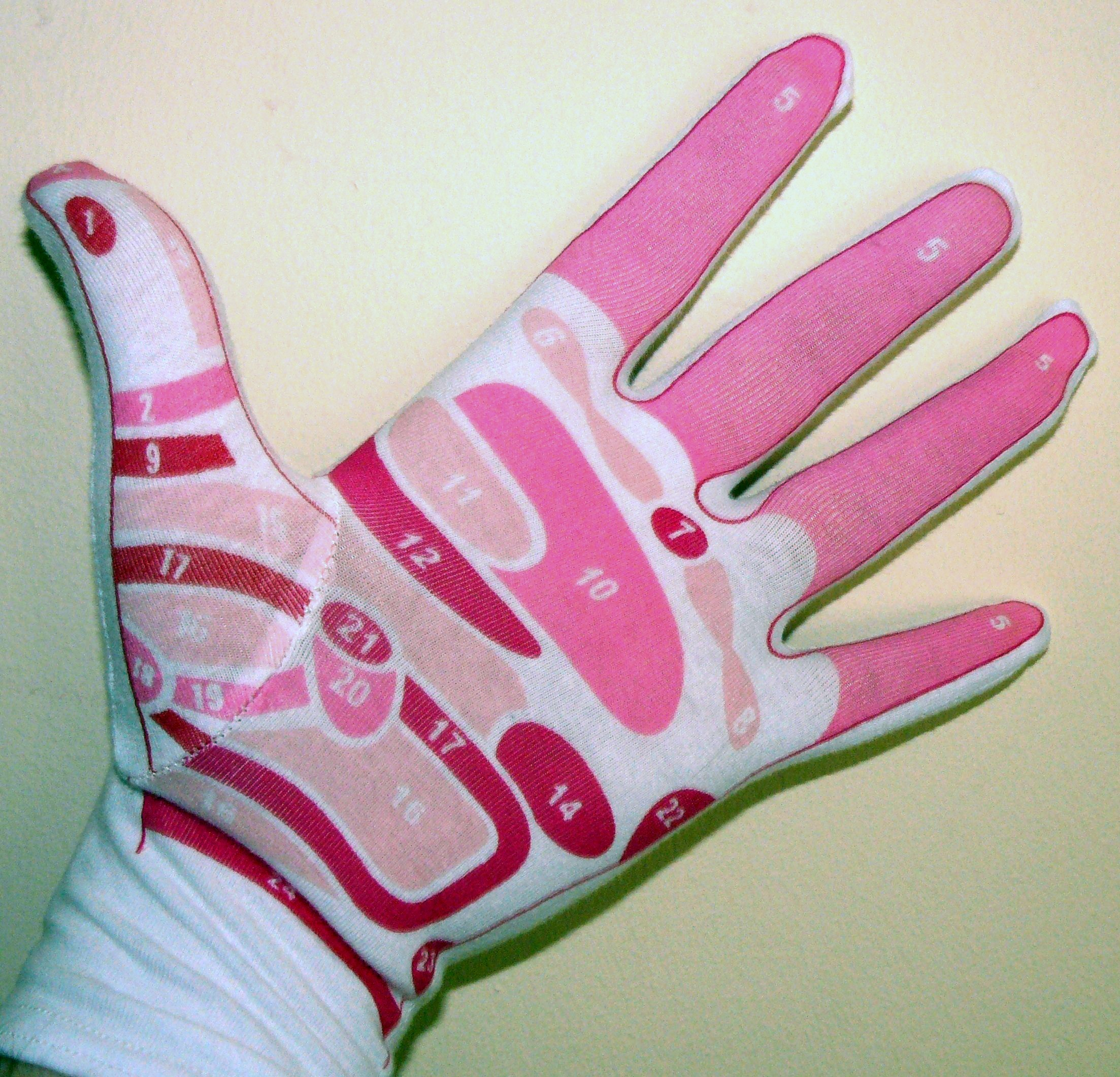
Reflexzonen an der Hand

Die bei der Reflexzonenmassage gemeinten Reflexzonen im Körper sollen alle Organe und Muskelgruppen auf der Hautoberfläche und im Haut-Unterhautbereich „spiegeln“. Sie sind nicht mit den bekannten Head-Zonen der Medizin identisch. Es soll sie am Rücken, am Fuß, an der Hand, am Ohr, an der Nase und am Schädel geben. Diese Zonen sollen entweder diagnostisch (Irisdiagnose) oder im Rahmen einer Befundaufnahme oder therapeutisch (Reflexzonenmassage, Akupunktur und Akupressur) eingesetzt werden können.
Die Begriffe Reflexzone und Somatotopie werden oft synonym gebraucht. Als Reflexzone wird im Allgemeinen ein Körperbereich bezeichnet, der aufgrund einer hypothetischen, nicht genau beschriebenen reflexartigen Wechselwirkung als diagnostisch wie therapeutisch nutzbar aufgefasst wird. Der Begriff Somatotopie hingegen hat einen phänomenologischen Bezug: Er bezeichnet die quasi kartographische Darstellung des Gesamtorganismus auf einem seiner Teilbereiche. Die Nutzbarkeit vieler Somatotopien als Reflexzone und die Deutung vieler Reflexzonen als Somatotopien bringt es mit sich, dass die beiden Begriffe allgemein als austauschbar verstanden werden.
Es gibt keine einheitliche Darstellung der Reflexzonen – etwa an Füßen und Händen, stattdessen gibt es viele voneinander abweichende, einander widersprechende Abbildungen.

## Geschichte
Grundsätzlich ist die Fußreflexzonenbehandlung in den fernöstlichen Massagetraditionen bekannt: sie findet sich in der ayurvedischen Massagetradition genauso wie in der historischen Thai-Massage und der chinesischen Tuina. Als Pionier der neueren westlichen Reflexzonenmassage gilt der amerikanische Hals-Nasen-Ohren-Arzt William Fitzgerald (1872–1942). Er hatte Kenntnisse in den Methoden indianischer Volksmedizin. Hierzu gehören Vorstellungen über reflektorische Zusammenhänge und eine Druckbehandlung, die seit Jahrhunderten angewendet worden sein sollen und auch gegenwärtig in Indianerreservaten angewendet werden.
Fitzgerald entwickelte daraufhin ein System, in dem er den Körper in zehn senkrechte Zonen einteilte. Dieses Konzept und die von ihm entwickelte Zonentherapie waren 1917 der Grundstein für die heutige Reflexzonen-Therapie. Später wurden diese Längszonen noch in jeweils drei Querzonen eingeteilt. Die Griff- und Drucktechniken der modernen Fußreflexzonentherapie arbeitete Mitte des 20. Jahrhunderts die amerikanische Masseurin Eunice D. Ingham (1889–1974) heraus. Von Amerika aus kam die Reflexology über England auch nach Deutschland.
Die Fußreflexzonentherapie gehört zum Standardangebot in Heilpraktikerschulen und Massageschulen. Heute arbeiten hauptsächlich Heilpraktiker, Physiotherapeuten und Masseure mit dieser Therapieform: Es sind Massagen, bei denen drucksensible Zonen zur Befunderhebung und durch mechanische oder andere Reizung (Low-Level-Lasertherapie, Farbstrahler, Farbauflagen, Edelsteine u. a.) stimuliert werden. Neben der den Heilberufen vorbehaltenen Fußreflexzonentherapie findet im Wellnessbereich eine Fußreflexzonenmassage Anwendung, die vor allem eine entspannende Wirkung hat.

## Wirksamkeit
Manche Anhänger der Reflexzonentherapie gehen von der Hypothese aus, dass für die Wirksamkeit der Reflexzonen die Energiebahnen der traditionellen chinesischen Medizin als Meridiane verantwortlich seien. Für die Meridiane gibt es allerdings keine wissenschaftlichen Nachweise.
Eine systematische Übersichtsarbeit fand nur in einer von fünf Studien einen therapeutischen Effekt und hält die Reflexzonentherapie daher für nicht empfehlenswert.